# Carotte (échantillon)
Pour les articles homonymes, voir Carotte (homonymie).
Une carotte (core, ou core sample en anglais) est un échantillon cylindrique d'une substance. La plupart des carottes sont obtenues en forant avec des forets spéciaux dans la substance, par exemple dans les sédiments ou la roche, avec un tube d'acier creux appelé carottier. Il existe différents types de carottiers permettant d'échantillonner différents milieux dans différentes conditions. Lors du processus de carottage, l'échantillon est poussé plus ou moins intact dans le tube. Retiré du tube en laboratoire, il est inspecté et analysé par différentes techniques et équipements selon le type de données désiré. 

Les carottes sont notamment utilisé en géologie pour l'étude d'un sous-sol donné, pour étudier la glace. Les carottes peuvent être prélevées pour tester les propriétés de matériaux artificiels, tels que le béton, la céramique, certains métaux et alliages, en particulier les plus tendres, les revêtements de route etc. Des carottes peuvent également être prélevées sur des êtres vivants comme des arbres mais aussi des êtres humains, en particulier sur les os d'une personne pour un examen microscopique afin d'aider à diagnostiquer des maladies.

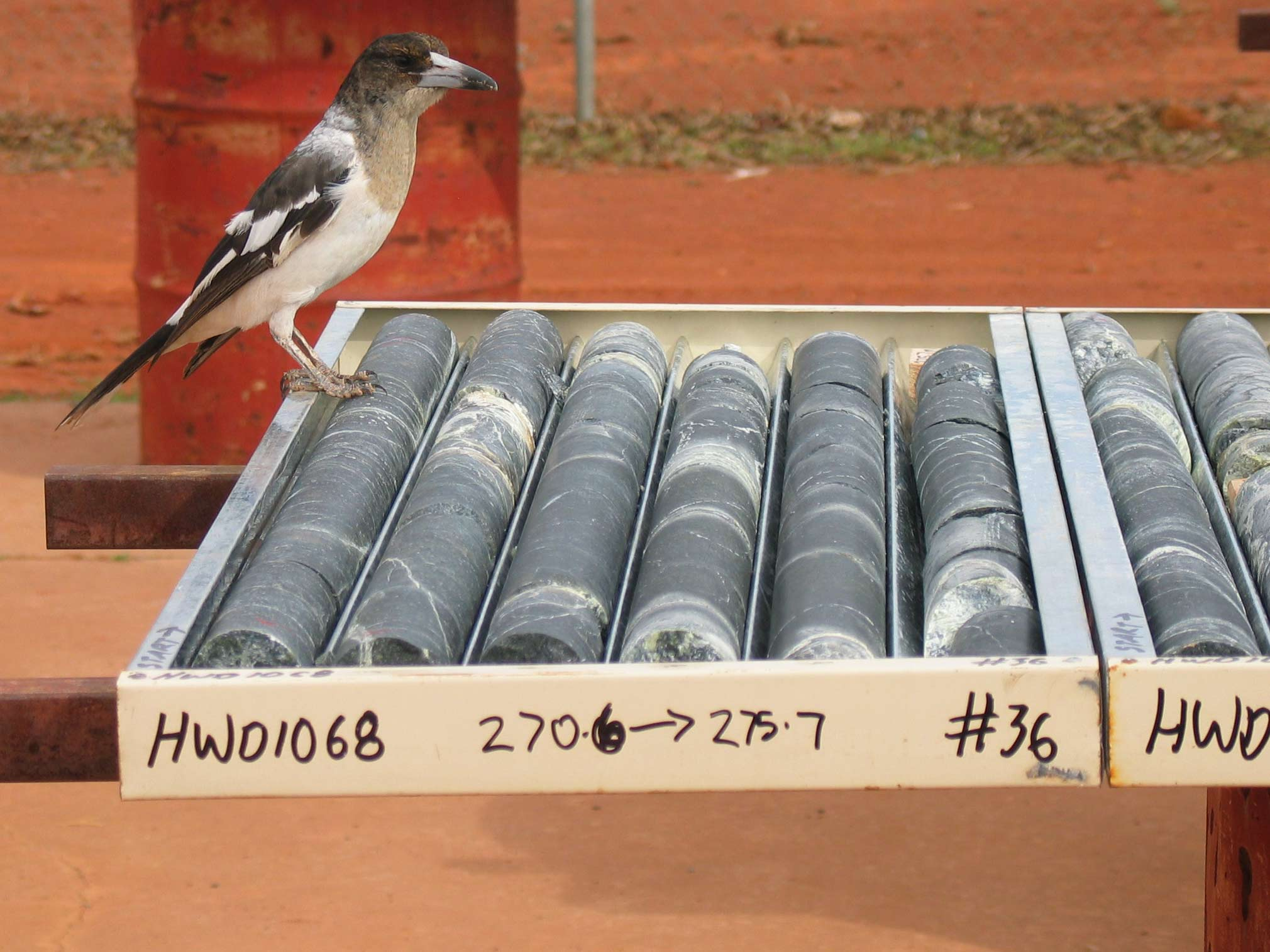
Carottes géologiques classées dans des boîtes spécifiques (core box).